# Charles Williams
Charles Albert "Charlie" Williams (født 19. november 1873 i Welling, Kent, død 1952 i Rio de Janeiro, Brasilien) var en engelsk fodboldmålmand og senere fodboldtræner. Han var den første landstræner for Danmarks fodboldlandshold (1908-1910). 
Williams indledte sin karriere som målmand i småklubberne Phoenix og Erith, inden han 18 år gammel 1891 kom til Woolwich Arsenal. I 1894 blev har solgt videre til Manchester City F.C., og han var klubbens målmand i otte sæsoner. Han blev den første målmand i den engelske ligas historie til at score et mål, hvilket han gjorde mod Sunderland A.F.C. på Roker Park 14. april 1900 med et langt spark, der egentlig blot skulle sende bolden længst muligt væk. Williams spillede senere i Tottenham Hotspur F.C., Norwich City F.C. og Brentford F.C.
Efter sin aktive karriere blev Williams træner for det danske landshold. DBU ansatte Williams til at træne holdet fire gange ugentligt i tiden op til fodboldturneringen ved OL i 1908, hvor Danmark vandt sølv. Han var senere træner for B.93, Lille OSC samt en række brasilianske klubber
Williams døde i 1952 i Brasilien som 78-årig. 

## Trænerkarriere
- 1908-10: Danmarks fodboldlandshold
- 1911-12: Fluminense FC, (mesterskab Campeonato Carioca 1911)
- B.93
- Lille OSC
- 1924-26: Fluminense FC, (mesterskab Campeonato Carioca 1924) og Corinthians
- 1928: America FC, (mesterskab Campeonato Carioca 1928) [kilde mangler]
- 1929-30: Botafogo FC [kilde mangler]
- 1930-31: CR Flamengo